# Catoxyethira taiensis
Catoxyethira taiensis är en nattsländeart som beskrevs av Francois-Marie Gibon 1985. Catoxyethira taiensis ingår i släktet Catoxyethira och familjen smånattsländor. Inga underarter finns listade i Catalogue of Life.